# Samantha Womack
Samantha Womack, nata Samantha Zoe Janus (Brighton, 2 novembre 1972), è un'attrice britannica.

## Biografia
Nata a Brighton (East Sussex), da bambina si è trasferita con la famiglia a Edimburgo. Si è formata alla Sylvia Young Theatre School di Londra.
Con il nome Samantha Janus, nel 1991 ha rappresentato il Regno Unito all'Eurovision Song Contest 1991, cantando il brano A Message to Your Heart, classificandosi al decimo posto finale.
Nei primi anni '90 ha lavorato anche come attrice per le prime volte.
Dal 1995 al 1998 ha fatto parte del cast della sitcom Game On.
Dal 1997 al 1998 è stata sposata con l'italiano Mauro Mantovani.
Nel 2009 si è sposata con l'attore britannico Mark Womack prendendo il cognome del marito. La coppia ha avuto poi due figli.
Negli anni 2000 e 2010 interpreta Ronnie Mitchell in EastEnders.

## Filmografia parziale

### Cinema
- Up 'n' Under, regia di John Godber (1998)
- Breeders, regia di Paul Matthews (1998)
- The Baby Juice Express, regia di Michael Hurst (2004)
- Lighthouse Hill, regia di David Fairman (2004)
- One Night in Istanbul, regia di James Marquand (2014)
- Kingsman - Secret Service (Kingsman: Secret service), regia di Matthew Vaughn (2014)
- Kingsman - Il cerchio d'oro (Kingsman: The Golden Circle), regia di Matthew Vaughn (2017)

### Televisione
- Press Gang (1991) - 1 episodio
- Metropolitan Police (The Bill) (1991; 1992) - 2 ep.
- Demob (1993) - 6 ep.
- Minder (1994)
- Game On! (Game On) (1995-1998) - 18 ep.
- Pie in the Sky (1995-1996) - 22 ep.
- Imogen's Face (1998) - 3 ep.
- Liverpool 1 (1998) - 6 ep.
- Babes in the Wood (1998) - 7 ep.
- Strange (2003) - 6 ep.
- Home Again (2006)
- Cuore d'Africa (Wild at Heart) (2007) - 1 ep.
- EastEnders (2007-2015) - 570 ep.
- Mount Pleasant (2013-2014) - 16 ep.

## Discografia

### Singoli
- 1991 - A Message to Your Heart/Heaven is a Place for Heroes (Hollywood Records)